# Kitangari
Kitangari ist ein Verwaltungsbezirk (englisch Ward) des Distrikts Newala in der tansanischen Region Mtwara.

## Geografie
Kitangari liegt im Südosten von Tansania etwa 100 Kilometer Luftlinie südwestlich der Regionshauptstadt Mtwara. Seit 2019 ist der Hauptort Kitangiri der Verwaltungssitz des Distriktes Newala. Der Bezirk grenzt im Nordwesten an Maputi, im Norden in einem Punkt an Chiwonga, im Osten an Nandwahi, im Süden an Muungano und im Südwesten an Mpwapwa. Bei der Volkszählung 2022 lebten 8982 Menschen in 2751 Haushalten auf einer Fläche von 32 Quadratkilometern.

## Gliederung
Der Bezirk besteht aus fünf Gemeinden (Mtaa) mit zwölf Orten (Kitongoji):
| Kitangari Sokoni - Bondeni - Kilimahewa | Kitangari Hospitali - Majengo - Kitangari Hospitali | Niamoja - Nachilindima - Tankini - Mning'aliye | Mandala - Ghalani - Shuleni | Mitema - Bichi - Amkeni - Gengeni |

## Infrastruktur
- Bildung: Im Bezirk liegen zwei weiterführende Schulen.[9] Die Mpotola Secondary School ist eine staatliche Tagesschule,[10] die Kitangari Secondary School[11] wird privat geführt und nimmt Tages- und Internatsschüler auf.  Beide bieten eine Ausbildung bis zur 4. Stufe an.
- Gesundheit: Im Bezirk liegt ein staatliches Gesundheitszentrum, das Patienten stationär aufnimmt und auch kleine chirurgische Eingriffe durchführt.[12]